# دوغون بن-امی
دوغون بن-اَمی (Doron Ben-Ami؛ عبری: דורון בן עמי‎ متولد: ۱۹۶۵م) باستان‌شناس اسرائیلی است.
بن-امی در سال ۲۰۰۳م. مدرک دکترای خود را از دانشگاه عبری اورشلیم دریافت کرد، و در سال ۲۰۰۹م. عضو مؤسسه باستان‌شناسی همین دانشگاه شد. او کاشف سازه‌ای است که تصور می‌شود کاخ ملکه هلنا از آدیابین در شهر داوود در اورشلیم باشد.
او از سال ۲۰۰۷م. کاوش در پارکینگ گیواتی شهر داوود را سرپرستی می‌کند. بزرگترین و جامع‌ترین کاوش در اورشلیم کنونی، که منجر به کشف یافته‌های مهمی شده‌است که به فهم تاریخ این شهر کمک می‌کند،